# چرخند فانی
چرخند فانی ۲۰۱۹ هند (بنگالی: ফণী) در ۴ مه ۲۰۱۹ به سرعت ۲۵۰ کیلومتر در ساعت ایالت اودیسا در شرق هند را درنوردید. دست‌کم ۵۱ نفر در این حادثه کشته شدند. ۲۹ نفر در اودیسا، ۸ نفر در اوتار پرادش و ۱۴ نفر در بنگلادش جان خود را از دست دادند.